# Продубіївка
Продубі́ївка — село в Україні, у Житомирському районі Житомирської області. Входить до складу Коростишівської міської громади. Населення становить 137 осіб (2001).

## Історія
У 1923—54 роках — адміністративний центр Продубіївської сільської ради Коростишівського району.